# Nekrolog klasztoru św. Emmerama w Ratyzbonie
Nekrolog klasztoru św. Emmerama w Ratyzbonie, Necrologium monasterii S. Emmerami Ratisbonensis – nekrolog prowadzony w klasztorze św. Emmerama w Ratyzbonie. Prowadzono go od ok. 1045.
W nekrologu wspomniani byli polski książę Kazimierz Odnowiciel, jego żona Maria Dobroniega oraz synowie Bolesław II Szczodry i Mieszko Kazimierzowic.